# Колледж Альберта Великого
Колледж Альберта Великого (англ. Albertus Magnus College) — частный гуманитарный католический (доминиканский) колледж, находится в Нью-Хейвене, одном из старейших городов Новой Англии, в штате Коннектикут, США.
Кампус колледжа расположен в 3 километрах к северу от кампуса Йельского университета.

## История
Колледж открылся в 1925 году как женский доминиканский колледж. С 1985 года ведется совместное обучение как женщин, так и мужчин.
С 1992 года в колледже реализуются также магистерские программы.

## Известные выпускники
- Нунан, Жаклин — американский кардиолог-педиатр
- Хеклер, Маргарет — министр здравоохранения и социальных служб США (1983—1985)